# AFP Capital
AFP Capital es una administradora de fondos de pensiones de Chile, propiedad del grupo colombiano Sura. En 2023, poseía 1.523.703 afiliados y 19,6% de participación en el mercado pensionsita.

## Historia
El 16 de enero de 1981 se funda la Sociedad Administradora de Fondos de Pensiones Santa María S.A, AFP Santa María, antecesora de la actual AFP Capital. Comenzó sus operaciones el 1 de mayo del mismo año.
En 1995, comienza a operar Santa María Internacional S.A, con el objetivo de asesorar a personas y empresas del extranjero.
En 2000, el grupo holandés ING compró Aetna, Inc. que incluía todos los activos que poseía en Chile, incluyendo los de AFP Capital S.A. En septiembre de 2001 su nombre pasa a AFP ING Santa María.
En 2008, AFP ING Santa María se fusionó con AFP Bansander, propiedad del Grupo Santander, lanzándose oficialmente AFP Capital como marca.
En julio de 2011, el grupo ING vendió sus operaciones en Latinoamérica, incluyendo AFP Capital, al grupo colombiano Sura. De esta forma, AFP Capital pasó a ser parte de esta última.